# Chris Sawyer
Chris Sawyer là một lập trình viên và nhà thiết kế trò chơi điện tử người Scotland. Ông nổi tiếng với việc tạo ra Transport Tycoon, được coi là "một trong những tựa game mô phỏng quan trọng nhất từng được sản xuất", và dòng game bán chạy nhất RollerCoaster Tycoon. Sau một thời gian rời xa ngành công nghiệp game vào cuối thập niên 2000, Sawyer đứng ra thành lập 31X, một công ty phát triển game di động.

## Thân thế
Sawyer chào đời tại Scotland, và say mê với máy tính và lập trình ngay từ khi còn nhỏ, ông đã viết các tập lệnh đơn giản bằng BASIC trên máy ZX81 tại một cửa hàng địa phương. Không đủ khả năng mua một chiếc BBC Micro, Sawyer đã bỏ tiền ra mua chiếc Camputers Lynx để ông có thể viết các chương trình đơn giản bằng mã máy tính. Ông tốt nghiệp ngành Khoa học Máy tính và Hệ thống Vi xử lý tại Đại học Strathclyde ở Glasgow.

## Sự nghiệp

### Memotech & các game MS-DOS (1983–1993)
Sawyer bắt đầu viết trò chơi bằng mã máy Z80 trên máy tính gia đình Memotech MTX của mình- sở hữu trình hợp dịch tích hợp sẵn- và sau đó là máy tính gia đình dòng Amstrad CPC. Ông bèn gửi những cuốn băng có chứa số game của mình cho Memotech, hãng đã sắp xếp các ấn phẩm đầu tiên đăng tin về các tựa game của ông. Một số trong số này đã được phát hành bởi Ariolasoft, Sepulcri Scelerati và Ziggurat. Ông phải đối mặt với vấn đề về một công ty không trả tiền bản quyền cho mình khi tiếp tục bán số game đó. Từ năm 1988 đến năm 1993, Sawyer tiến hành quá trình chuyển đổi các tựa game Amiga sang hệ điều hành MS-DOS và tham gia vào nhiều dự án, bao gồm Virus, Conqueror, Campaign, Birds of Prey, Dino Dini's Goal và Frontier: Elite II. Trong trường hợp Frontier: Elite II., Sawyer đã làm việc để cải thiện phiên bản Amiga bằng cách thêm sơ đồ hóa kết cấu vào game.

### Các gameTycoon(1994–2004)
Lấy cảm hứng từ Sid Meier's Railroad Tycoon, Sawyer bắt đầu phát triển tựa game của riêng mình, sử dụng hệ thống thế giới game isometric mà ông đã thiết kế như một dự án cá nhân. Trò chơi mô phỏng quản lý Transport Tycoon của ông được MicroProse phát hành vào năm 1994 và trở thành một tác phẩm kinh điển của dòng game tycoon. Một năm sau, ông đã cải tiến và mở rộng game, đặt cho nó cái tên là Transport Tycoon Deluxe. Tựa game bán chạy, và Sawyer ngay lập tức tìm cách tạo phần tiếp theo.
Trong khi đang thực hiện công việc trên bộ game engine cơ bản cho phần tiếp theo này, Sawyer đã sử dụng một số doanh thu từ Transport Tycoon để đi khắp châu Âu và Hoa Kỳ và nảy sinh mối quan tâm đến tàu lượn siêu tốc, và thay đổi dự án thành RollerCoaster Tycoon, lúc đầu gọi là White Knuckle trước khi phát hành. Sawyer đã viết mã 99% của RollerCoaster Tycoon bằng hợp ngữ x86, chỉ sử dụng các dịch vụ của họa sĩ tự do Simon Foster và nhà soạn nhạc Allister Brimble những khi cần thiết. Sau khi tạo ra RollerCoaster Tycoon, ông tiếp tục làm phần tiếp theo cho Transport Tycoon, nhưng lại hoãn lại để tạo nên RollerCoaster Tycoon 2. Sau khi hoàn thành dự án đó, ông tiếp tục làm phần tiếp theo của Transport Tycoon, cuối cùng phát hành vào năm 2004 với tên gọi Chris Sawyer's Locomotion.
Sawyer cũng từng là cố vấn cho hãng Atari trong quá trình phát triển RollerCoaster Tycoon 3, do Frontier Developments đảm nhận việc thiết kế. Sawyer hiểu rằng sự phát triển tiếp theo của nhượng quyền thương mại sẽ yêu cầu đồ họa 3D, nhưng "không có sự hào hứng nào" với hướng đi đó nên đã giao nó cho nhóm Frontier.

### Rời khỏi ngành game (2005–2010)
Tháng 11 năm 2005, Sawyer kiện Atari, tuyên bố rằng họ đã không trả cho ông một số tiền bản quyền nhất định. Atari liền đâm đơn kiện Sawyer đòi bồi thường thiệt hại vào năm 2007, và hai bên đã giải quyết ngoài tòa với số tiền không được tiết lộ vào tháng 2 năm 2008. Do sự kết hợp của các vấn đề pháp lý với Atari và sự căm ghét nói chung về tính chất bạo lực của trò chơi điện tử vào thời điểm đó, Sawyer đã tạm thời rời khỏi lĩnh vực trò chơi điện tử sau khi phát hành Locomotion. Trong một cuộc phỏng vấn, Sawyer cũng dẫn lời nêu lên mong muốn được nghỉ ngơi sau 20 năm làm việc với game, để dành nhiều thời gian hơn cho những sở thích cá nhân của mình.

### Thành lập 31X Ltd. (2010–nay)
Năm 2010, Sawyer thành lập Công ty 31X Ltd. mà ban đầu ông dự định sử dụng như một công ty mẹ sở hữu tài sản trí tuệ tựa game Transport Tycoon. Tuy nhiên, ông nhận thấy rằng có sự quan tâm đến phiên bản di động của Transport Tycoon và thị trường dành cho thể loại game mô phỏng như thế này, và điều chỉnh lại 31X để trở thành một nhà phát triển trò chơi điện tử tập trung vào mảng game di động. Ngoài Sawyer, một số người khác hợp tác cùng với ông trong dòng game Tycoon đã trở thành một phần của 31X, bao gồm Jacqui Lyons, người đã làm việc với Sawyer hơn 20 năm, đóng vai trò là nhà sản xuất điều hành của công ty.
Sản phẩm đầu tiên của 31X là Transport Tycoon dành cho iOS và Android, được phát hành vào năm 2013, với sự hỗ trợ bởi Origin8. Sawyer tiếp tục hợp tác với Origin8 để đưa hai bản RollerCoaster Tycoon đầu tiên thành RollerCoaster Tycoon Classic phát hành cho di động vào tháng 12 năm 2016. Trò chơi sau đó nhận được bản port sang cho Microsoft Windows và macOS vào tháng 9 năm 2017.

## Đời tư
Sawyer mô tả bản thân mình trong cuộc phỏng vấn là người "hẹp hòi, thích tự vận động, bị ám ảnh bởi các chi tiết, đôi khi bướng bỉnh, thường cố chấp và thường hay đùa giỡn". Ông có sở thích đi tàu lượn siêu tốc, đã lượn 657 chiếc vào năm 2016.

## Tác phẩm
| Năm  | Tên                           | Nhà phát hành      |
| ---- | ----------------------------- | ------------------ |
| 1988 | Virus                         | Firebird Software  |
| 1989 | Revenge of Defender           | Epyx               |
| 1990 | Xenomorph                     | Pandora            |
| 1990 | Conqueror                     | Rainbow Arts       |
| 1991 | Elite Plus                    | Microplay Software |
| 1991 | Birds of Prey                 | Electronic Arts    |
| 1992 | Campaign                      | Empire Interactive |
| 1993 | Dino Dini's Goal              | Virgin Games       |
| 1993 | Frontier: Elite II            | GameTek, Konami    |
| 1994 | Transport Tycoon              | MicroProse         |
| 1995 | Transport Tycoon World Editor | MicroProse         |
| 1995 | Transport Tycoon Deluxe       | MicroProse         |
| 1995 | Frontier: First Encounters    | GameTek            |
| 1999 | RollerCoaster Tycoon          | Hasbro Interactive |
| 2002 | RollerCoaster Tycoon 2        | Infogrames         |
| 2004 | RollerCoaster Tycoon 3        | Atari              |
| 2004 | Chris Sawyer's Locomotion     | Atari              |
| 2013 | Transport Tycoon              | 31X                |
| 2016 | RollerCoaster Tycoon Classic  | Atari              |